# کالم باچر
کالم قصاب (انگلیسی: Calum Butcher؛ زادهٔ ۲۶ فوریهٔ ۱۹۹۱) بازیکن فوتبال اهل بریتانیا است.
از باشگاه‌هایی که در آن بازی کرده‌است می‌توان به باشگاه فوتبال برتون آلبیون، باشگاه فوتبال تاتنهام هاتسپر، باشگاه فوتبال داندی یونایتد، باشگاه فوتبال بارنت، و باشگاه فوتبال هیز و یدینگ یونایتد اشاره کرد.